# Локални избори на Косову 2023.
Локални избори на Косову биће одржани 23. априла 2023. године. Избори су првобитно били заказани за 18. и 25. децембар 2022. године, али су због безбедоносне ситуације на северу Косова одложени за 23. април. Избори ће се одржати у четири општине са српском већином на северу Косова, Лепосавићу, Северној Митровици, Зубином Потоку и Звечану. Изборе ће бојкотовати највећа српска политичка партија на Косову Српска Листа, након њеног одласка из косовских институција и оставке њених градоначелника на северу Косова у новембру. Међу проглашеним кандидатима троје су припадници српске заједнице. Кандидат за градоначелника општине Северна Митровица Александар Арсенијевић је 02. децембра повукао своју кандидатуру.  Од албанских политичких странака само Демократска партија Косова и Самоопредељење имају кандидате за градоначелника у све четири општине. Вјоса Османи одредила је 25. децембар као датум за одржавање вандредних избора за Скупштину општине Звечан и Лепосавић, али због безбедоносне ситуације ови избори су одложени за 23. април 2023. године.
Александар Јаблановић, лидер Партије косовских Срба, је 20. априла 2023. године одустао од кандидатуре за председника општине Лепосавић.

## Дебате
| 18. апр | 11:00 | Медија Центар Чаглавица | НИ           | НИ | С Андрија Игњатовић | С Неџад Угљанин | П Слађана Пантовић |
| 18. апр | 20:30 | РТК 1                   | П Ерден Атић | Н  | НИ                  | П Бетим Османи  | НИ                 |
| 19. апр | 21:30 | РТК 1                   | Н            | Н  | НИ                  | НИ              | П Слађана Пантовић |

## Резултати

### Лепосавић
| Кандидати за градоначелника | Странка                    | %     | Гласови |
| --------------------------- | -------------------------- | ----- | ------- |
| Љуљзим Хетеми               | Самоопредељење             | 73,5% | 100     |
| Аљбуљена Бехљуљи Хетеми     | Демократска партија Косова | 25%   | 34      |

### Северна Митровица
| Кандидати за градоначелника | Странка                           | %     | Гласови |
| --------------------------- | --------------------------------- | ----- | ------- |
| Ерден Атић                  | Самоопредељење                    | 66,5% | 519     |
| Тауљант Кељменди            | Демократска партија Косова        | 23,8% | 186     |
| Бетим Османи                | Грађанска иницијатива "Митровица" | 9,6%  | 75      |

### Зубин Поток
| Кандидати за градоначелника | Странка                    | %     | Гласови |
| --------------------------- | -------------------------- | ----- | ------- |
| Фљатрон Хасани              | Самоопредељење             | 47,9% | 180     |
| Измир Зећири                | Демократска партија Косова | 52,1% | 196     |

### Звечан
| Кандидати за градоначелника | Странка                    | %     | Гласови |
| --------------------------- | -------------------------- | ----- | ------- |
| Слађана Пантовић            | Независни кандидат         | 2,6%  | 5       |
| Фетах Пеци                  | Самоопредељење             | 37,4% | 73      |
| Иљир Пеци                   | Демократска партија Косова | 60%   | 114     |